# Cal Baró Vell
Cal Baró Vell és una casa que forma part de l'Inventari del Patrimoni Arquitectònic Català de Sant Llorenç de Morunys (Solsonès).
Casa entre mitgeres construïda al Carrer de Sant Nicolau aprofitant els murs de la muralla de Sant Llorenç de Morunys. Repeteix el usual esquema d'habitatges de la vila: cases de baixos, dos pisos i golfes. Malgrat no tenir cap interès arquitectònic, conserva en els seus baixos, part dels murs antics de la muralla.
Cal Baró Vell és una de les cases més prestigioses de Sant Llorenç. Data del segle xv, almenys ja s'esmenta en un capbreu d'aquesta data; fou la residència de la família Piquer, mercaders importants de Sant Llorenç que pagaren el retaule i la capella de la Pietat i jugaren un paper important en el desenvolupament de la vila. Al segle xvi, la casa de Cal Baró Vell era propietat del Baró d'Encies, Simeó Rovira, vidu de Paula Ginebrosa que aportà al matrimoni aquesta casa com a descendent de la família Piquer- Ginebrosa.